# John de Wolf
John de Wolf (* 10. Dezember 1962 in Schiedam) ist ein ehemaliger niederländischer Fußballspieler.

## Leben
Seine Karriere begann er 1983 bei Sparta Rotterdam. 1985 wechselte er für vier Jahre zum FC Groningen. Anschließend stand er bis Dezember 1994 bei Feyenoord Rotterdam unter Vertrag. Zu Jahresbeginn 1995 wechselte er zu den Wolverhampton Wanderers. Zur Saison 1996/1997 wechselte er zu VVV Venlo. Eine Saison später wechselte er zu Hapoel Ashkelon nach Israel. In derselben Saison verließ er Israel und spielte von nun an für Helmond Sport. Seine Karriere beendete er bei Zwart Wit '28. Beim selben Klub arbeitete er in der Saison 1999/2000 als Trainer. Eine Saison später übernahm er den Trainer-Posten bei Halsteren. Zur Spielzeit 2013/14 wurde er Assistenztrainer von Jong Sparta Rotterdam, der Nachwuchsmannschaft von Sparta Rotterdam. 
Für die niederländische Nationalmannschaft spielte er sechs Mal, wobei er zum Aufgebot bei der WM 1994 in den USA gehörte.
Nach seiner Karriere arbeitete er als Fußball-Experte bei einigen niederländischen Privatsendern. 2006 trat er bei der niederländischen Version von Let’s Dance auf.